# 30米望远镜
30米望远镜（英語：Thirty Meter Telescope, TMT）是一座由美国、加拿大、日本、中国、巴西、印度等国参与建造的地面大型光学望远镜。和E-ELT类似：其主镜是一块由492块六边形镜面拼接所组成的分割式主镜，30米/98英尺的主镜直径仅次于E-ELT的42米；配备有自适应光学系统；能观测红外线等。在波长大于0.8微米的光的范围内，自适应光学系统使它的图像清晰度比哈勃太空望远镜高10倍；巨大的主镜使它的观测清晰度比现行的大型地面光学望远镜高10至100倍。若计划完成，30米望远镜将会是首座新世代的極端巨大望遠鏡（E-ELT将稍迟于之落成）。2009年，计划的花销估计在9亿7千万美元至12亿美元之间。
原定於2018年完成并投入使用，但由於當地反對運動不斷，項目建設大幅推遲，預計2027年方能全部建成並投入使用。

## 科研观测任务
30米望远镜将进行的科学观测研究任务列表（页面存档备份，存于）现已发布。与EELT、GMT观测南半球的星空不同的是，30米望远镜将会观测北半球的广阔星空。预计将进行关于暗能量，暗物质等进一步的研究、研究星系在过去130亿年的聚合和发展、研究超质量黑洞和星系之间的联系、进行行星和恒星结构的研究、进行太阳系、行星大气的化学研究和气象研究、在太阳系外的星球上搜寻生命等科研任务。
这些科研任务还会得到詹姆斯·韋伯太空望遠鏡和阿塔卡玛大型毫米波天线阵的科学技术资料支援（也同样支援EELT）。

## 位置
2011年2月26日星期五，夏威夷州土地和自然资源管理局在2010年秋起举行的听证会上，批准了这个地点位于毛納基山的建造计划，同时也批准了该计划的反对者们有关再次举行听证会表达不满的要求。
建造计划敲定前，大学天文研究协会有5个选址：
- 智利安托法加斯塔大区，阿馬索內斯山
- 智利安托法加斯塔大区，Cerro Tolanchar
- 智利安托法加斯塔大区，Cerro Tolar
- 美国夏威夷，毛纳基山（最佳地点）
- 墨西哥下加利福尼亞州 ，San Pedro Mártir

## 合作伙伴
30米望远镜天文台项目的合作伙伴主要有：加州理工学院，加州大学，加拿大大学天文研究协会（页面存档备份，存于），日本国立天文台，中国科学院国家天文台，以及印度国家科学技术部。
目前该计划已进入审批阶段，预计2012年，这个已发展了5年，耗资8千万美元的天文台项目将获得审批通过。建造工作将在获得审批通过后马上着手进行，2018年落成后不久科研任务就会上马。戈登和贝蒂·摩尔基金会已经为建造计划资助了2亿美元。加州理工学院和加州大学各另外出资5千万美元。30米望远镜计划的负责机构也在积极的吸引合作伙伴来支撑计划的运作。
- 2008年，日本国立天文台以合作机构的名义加入30米望远镜计划。[11]
- 2009年，中国科学院国家天文台以观察员的名义加入30米望远镜计划。[12][13]
- 2010年，印度国家科学技术部（一个由印度天体物理学协会, IUCAA和ARIES联合组建的印度的天文学研究协会）以观察员的名义加入30米望远镜计划。观察员是成为计划的全权合作伙伴以及参与工程的发展、获得天文台的科学研究使用权的第一步（批准来自印度政府资助的项目）。[14]

30米望远镜和其他著名光学望远镜主镜面积比较，点选影像可看大图。

TMT的设计和发展资金，已接受了这些公营和私营的组织的资助：
- 戈登和贝蒂·摩尔基金会
- 加拿大改革创新基金
- 安大略研究与改革创新部
- 加拿大国家研究会
- 加拿大自然科学与工程研究会
- 英国哥伦比亚知识发展基金
- 美国大学天文研究协会
- 美国国家科学基金会

### 官方资料
1. http://www.tmt.org/foundation-docs/TMT-DSC-2007-R1.pdf（页面存档备份，存于）
2. https://web.archive.org/web/20150923175537/http://www.astro.utoronto.ca/acura/en/index.html

### 其它
1. ↑  , TMT Observatory Corporation, 2009-07-21  [2009-07-24], （原始内容存档于2014-09-01）
2. 1 2 3 4   (PDF), TMT Observatory Corporation: 29, 2007-09-12  [2009-07-24], （原始内容存档 (PDF)于2016-03-24）
3. ↑  Sanders, Gary H,  (PDF): 17, 2005-01-11  [2011-08-08], （原始内容 (PDF)存档于2008-08-28）
4. 1 2  .   [2020-01-05]. （原始内容存档于2020-11-30）.
5. ↑  30米光学-红外望远镜的国际合作项目（图） Archive.today的存檔，存档日期2012-07-14 - 中国公众科技网

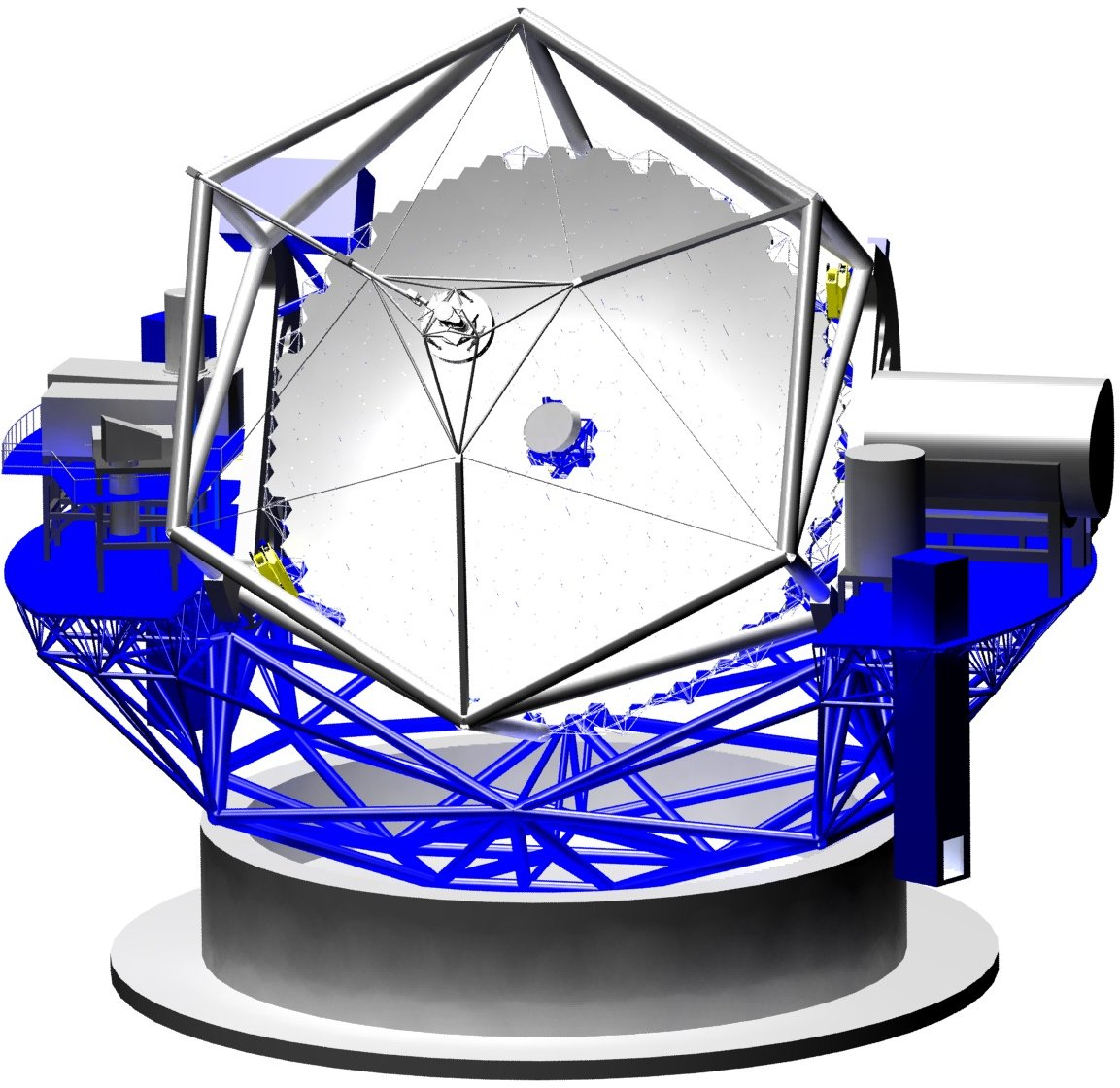
结构示意图

6. ↑  Adam Mann, "Titanic Thirty Meter Telescope Will See Deep Space More Clearly", Wired （页面存档备份，存于）   November 16, 2009 (accessed 18 October 2010)
7. ↑  Klaus Schmidt , "Hawaii chosen to host world's largest telescope, Space Fellowship （页面存档备份，存于）  July 22, 2009 (accessed 18 October 2010)
8. ↑  新发现2011年1月号
9. ↑  夏威夷休眠火山顶将建全球口径最大巨型望远镜 （页面存档备份，存于） 科学探索_科技时代_新浪网
10. 1 2  , TMT Observatory Project,   [2010-10-12], （原始内容存档于2010-11-30）
11. ↑  .   [2011-08-08]. （原始内容存档于2012-03-01）.
12. ↑  .   [2011-08-08]. （原始内容存档于2012-03-01）.
13. ↑  美国30米望远镜（TMT）计划项目组成员到光电所访问 （页面存档备份，存于） - 中国科学院成都光电所
14. ↑  .   [2011-08-08]. （原始内容存档于2012-08-06）.